# Mara Brunetti
Mara Brunetti (Roma, 9 de abril de 1976) es una deportista italiana que compitió en natación sincronizada. Ganó tres medallas en el Campeonato Europeo de Natación entre los años 1995 y 2000.

## Palmarés internacional
| Campeonato Europeo | Campeonato Europeo   | Campeonato Europeo | Campeonato Europeo |
| Año                | Lugar                | Medalla            | Prueba             |
| ------------------ | -------------------- | ------------------ | ------------------ |
| 1995               | Viena (Austria)      | Medalla de bronce  | Equipo             |
| 1999               | Estambul (Turquía)   | Medalla de bronce  | Equipo             |
| 2000               | Helsinki (Finlandia) | Medalla de plata   | Equipo             |